# Presbytis
Presbytis (česky hulman, toto jméno je však používáno pro větší množství rodů) je rod opic z čeledi kočkodanovití (Cercopithecidae) a podčeledi hulmani (Colobinae). V české literatuře se někdy označují jako menší hulmani.

## Systematika
Rod zahrnuje celkem jedenáct druhů:
- druh Presbytis chrysomelas Müller, 1838
- druh Presbytis comata (Desmarest, 1822) – hulman sundský
- druh Presbytis femoralis (Martin, 1838) – hulman mitrový
- druh Presbytis frontata (Müller, 1838) – hulman běločelý
- druh Presbytis hosei (Thomas, 1889) – hulman šedý
- druh Presbytis melalophos (Raffles, 1821) – hulman černochocholatý
- druh Presbytis natunae (Thomas & Hartert, 1894)
- druh Presbytis potenziani (Bonaparte, 1856) – hulman mentavejský
- druh Presbytis rubicunda (Müller, 1838) – hulman kaštanový
- druh Presbytis siamensis (Müller & Schlegel, 1841)
- druh Presbytis thomasi (Collett, 1893) – hulman ebenový

Počet hodnocených druhů je nicméně v rámci jednotlivých systémů nestálý, a to na základě tendence určité populace/poddruhy buďto osamostatňovat („splitting“), anebo naopak klasifikovat v rámci jednoho druhu („lumping“). Například v případě hulmana mentavejského (P. potenziani) ze stejnojmenného souostroví se lze setkat se systémem, kdy je dělen do poddruhů P. p. siberu z ostrova Siberut a P. p. potenziani z ostrovů Sipora, Severní Pagai a Jižní Pagai; anebo se systémem, v němž jsou oba tyto poddruhy povýšeny na samostatné druhy.
Situaci komplikuje fakt, že rod Presbytis je jedním z nejdiverzifikovanějších rodů starosvětských primátů a popsáno bylo více než 50 rozličných barevných variant. Evoluce asijských hulmanů byla ovlivňována dramatickými geologickými a klimatickými změnami v regionu Sundalandu během posledních milionů let. Studie mitochondriálního genomu z roku 2011 předpokládá, že rod prošel dvěma evolučními radiacemi, první v pozdním miocénu a druhou v raném až středním pleistocénu. Dobu divergence mezi rody Presbytis a Trachypithecus autoři studie odhadují na zhruba 11,5 (9–14) milionů let. Analýzy jaderné a mtDNA se však v sesterském vztahu rodů Presbytis a Trachypithecus mohou rozcházet.

## Popis

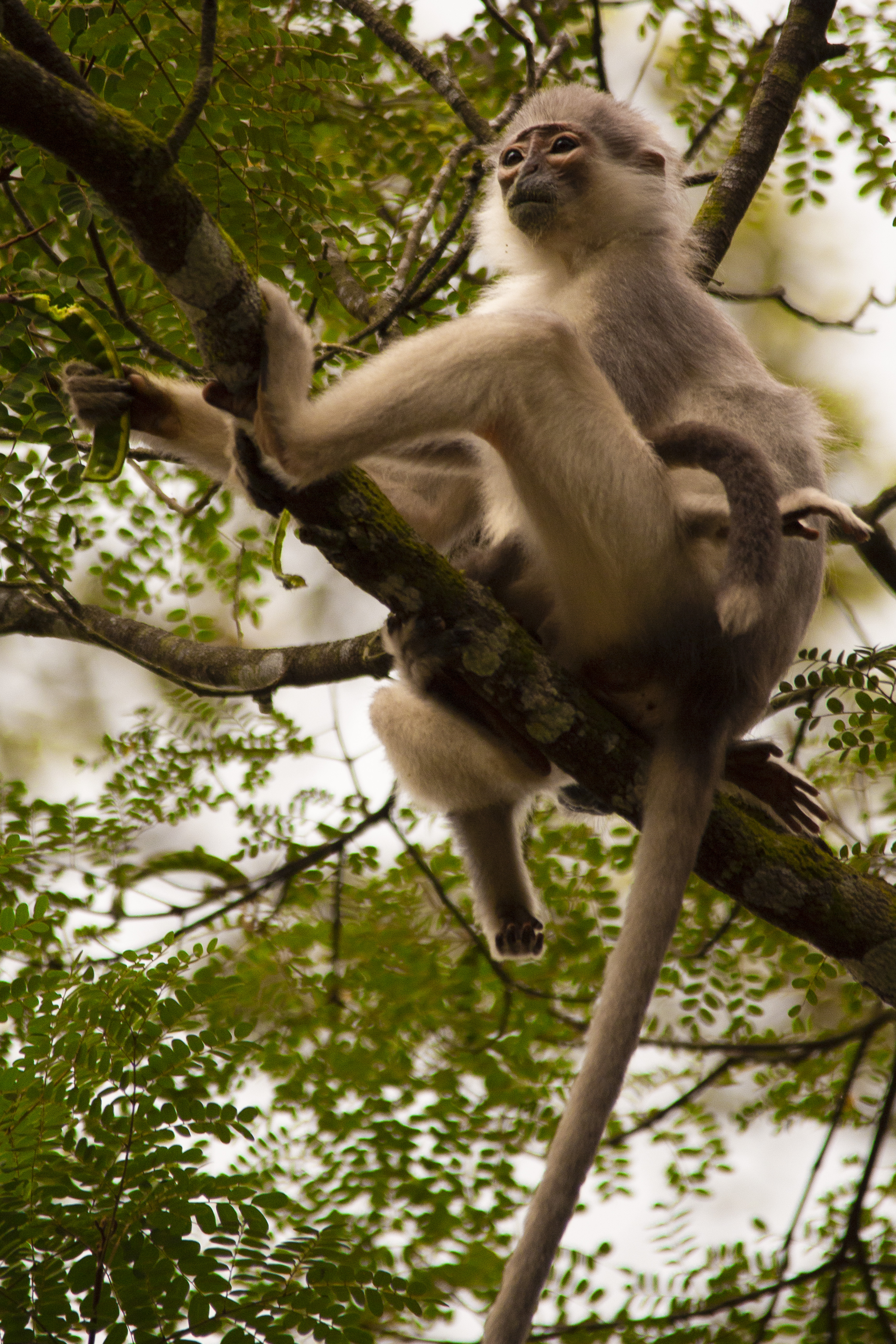
Hulman černochocholatý (Presbytis melalophos)

Hulmani rodu Presbytis jsou poměrně malé opice, dosahují zhruba velikosti menších makaků. Prodloužené končetiny, stavba kolenou i celková nižší tělesná hmotnost dělají z hulmanů velmi dobré skokany. Pohlavní dimorfismus je nevýrazný, samci nevykazují žádné excesivní druhotné pohlavní znaky. U některých druhů mohou být samice dokonce o něco málo větší než samci. Ve zbarvení srsti jednotlivých druhů/poddruhů existuje výše zmíněná variabilita, srst je pestřejší než v případě zástupců rodu Trachypithecus. Mláďata se vyznačují typickým pásovým nebo křížovým vzorem.

## Biologie
Hulmani rodu Presbytis jsou rozšířeni v regionu Sundalandu, tj. od Thajska a západní Malajsie až po Sumatru, Borneo, Jávu a Mentavajské ostrovy. Nepronikli však směrem na východ do Wallacey, a schází proto na Sulawesi. Jde typicky o opice různých vnitrozemských lesních porostů, ačkoli se spíše vyhýbají bažinatým a horským lesům. Obývají stromové patro, kde se typicky pohybují pomocí obratného skákání, mohou však sestupovat i do podrostu.
Nejčastějším sociálním uspořádáním je jednosamcová sociální skupina. Výjimečně se objevují skupiny mnohosamcového-mnohosamicového charakteru nebo monogamie (jež je však typická např. pro hulmany mentavejské). Potravní spektrum může být různorodé, ve srovnání s rodem Trachypithecus jsou však tyto opice mnohem plodožravější.
Většina hulmanů rodu Presbytis spadá v důsledku lidského tlaku do některé z kategorie IUCN pro ohrožené druhy. Hulman mentavejský, hulman mitrový či hulman Presbytis chrysomelas jsou pokládány za druhy kriticky ohrožené.